# Comuna Zăbala, Covasna
Zăbala (în maghiară Zabola) este o comună în județul Covasna, Transilvania, România, formată din satele Peteni, Surcea, Tamașfalău și Zăbala (reședința).

## Clădiri istorice
- Biserica Reformată-Calvină
- Castelul Mikes -
- Biserica Ortodoxă din lemn cu hramul Adormirea Maicii Domnului - monument istoric, 1828

## Instituții de cultură
- Muzeul Etnografic Ceangăiesc, care funcționează ca unitate externă a Muzeului Național Secuiesc, din Sfântu Gheorghe, expune o colecție de artă populară a maghiarilor din Moldova și despre viața cotidiană a comunităților de ceangăi. Sunt prezentate porturi populare, produse meșteșugărești și interioare tradiționale, mobilate caracteristic comunităților din satele ceangăiești.[3]

## Demografie
Componența etnică a comunei Zăbala
     Maghiari (63,67%)
     Români (18,37%)
     Romi (11,45%)
     Alte etnii (0,07%)
     Necunoscută (6,44%)
Componența confesională a comunei Zăbala
     Reformați (44,55%)
     Romano-catolici (28%)
     Ortodocși (18,1%)
     Martori ai lui Iehova (1,43%)
     Alte religii (1,04%)
     Necunoscută (6,88%)
Conform recensământului efectuat în 2021, populația comunei Zăbala se ridică la 4.332 de locuitori, în scădere față de recensământul anterior din 2011, când fuseseră înregistrați 4.597 de locuitori. Majoritatea locuitorilor sunt maghiari (63,67%), cu minorități de români (18,37%) și romi (11,45%), iar pentru 6,44% nu se cunoaște apartenența etnică. Din punct de vedere confesional, cei mai mulți locuitori sunt reformați (44,55%), cu minorități de romano-catolici (28%), ortodocși (18,1%) și martori ai lui Iehova (1,43%), iar pentru 6,88% nu se cunoaște apartenența confesională.

## Politică și administrație
Comuna Zăbala este administrată de un primar și un consiliu local compus din 13 consilieri. Primarul, Levente Fejér[*], de la Uniunea Democrată Maghiară din România, este în funcție din 2016. Începând cu alegerile locale din 2024, consiliul local are următoarea componență pe partide politice:
|  | Partid                                 | Consilieri | Componența Consiliului | Componența Consiliului | Componența Consiliului | Componența Consiliului | Componența Consiliului | Componența Consiliului | Componența Consiliului | Componența Consiliului | Componența Consiliului | Componența Consiliului | Componența Consiliului |
|  | -------------------------------------- | ---------- | ---------------------- | ---------------------- | ---------------------- | ---------------------- | ---------------------- | ---------------------- | ---------------------- | ---------------------- | ---------------------- | ---------------------- | ---------------------- |
|  | Uniunea Democrată Maghiară din România | 11         |                        |                        |                        |                        |                        |                        |                        |                        |                        |                        |                        |
|  | Partidul Național Liberal              | 1          |                        |                        |                        |                        |                        |                        |                        |                        |                        |                        |                        |
|  | Alianța Maghiară din Transilvania      | 1          |                        |                        |                        |                        |                        |                        |                        |                        |                        |                        |                        |

## Personalități născute aici
- Kelemen Mikes (1690 - 1761), politician, eseist.

## Galerie de imagini

Zăbala în Harta Iosefină a Transilvaniei, 1769-1773
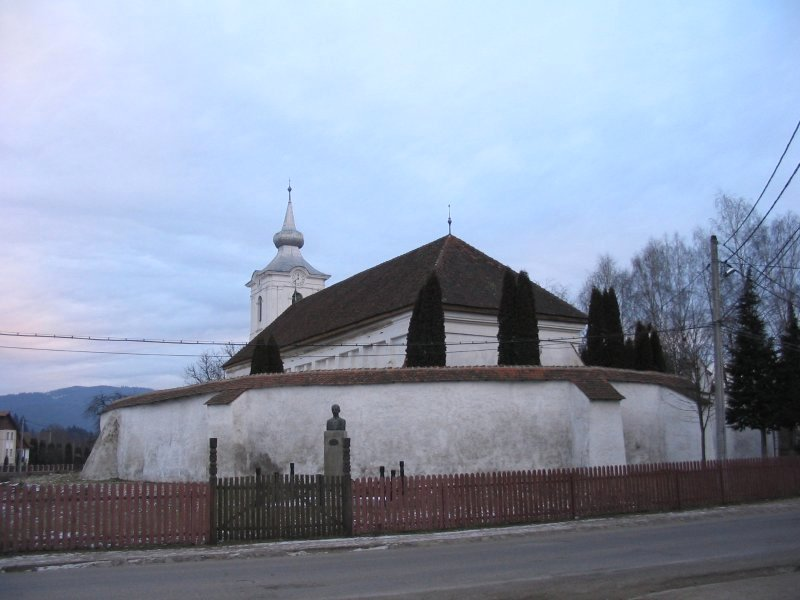
Zăbala (Biserica Reformată-Calvină)